# Magnus Häggström
Magnus Häggström, född 4 november 1986 i Örnsköldsvik i Sverige, är en svensk tidigare professionell ishockeyspelare.
Hans moderklubben är Modo, och han spelade för Örnsköldsviks SK 2003-2005 i Division 2. Gick sedan till Järveds IF, division 3 i en säsong och gick sedan tillbaka till ÖSK, där han spelade en säsong. Sedan gick han till KB 65 och spelade i division 2 ena säsongen och division 1 andra. När han varit där två säsonger gick han tillbaka till moderklubben, Modo. Spelar i tröjnummer 16.
I sista matchen i kvalserien 2011, en måstematch för Modo där utgången av matchen avgjorde huruvida laget skulle få stanna i Elitserien eller inte, blev Häggström utsedd till matchens lirare och blev hyllad för sin kämparinsats av publik, press och laget.

## Karriär

### Klubbar
- Moderklubb  Modo Hockey, Elitserien
- 2003-2005  Örnsköldsviks SK, Division 2
- 2005-2006  Järveds IF, Division 3
- 2006-2007  Örnsköldsviks SK, Division 2
- 2007-2008  KB 65, Division 2
- 2008-2009  KB 65, Division 1
- 2009-2011  Modo Hockey, Elitserien
- 2011-2012  Rögle BK, Allsvenskan
- 2012-2017  Malmö Redhawks, Allsvenskan / SHL
- 2017-2021  Modo Hockey, Allsvenskan

### Meriter
- 2001/2002 U16 SM Guld